# Бедмінстер Тауншип (округ Бакс, Пенсільванія)
Бедмінстер Тауншип (англ. Bedminster Township) — селище (англ. township) в США, в окрузі Бакс штату Пенсільванія. Населення — 7541 особа (2020).

### Клімат
| Клімат : Бедмінстер Тауншип | Клімат : Бедмінстер Тауншип | Клімат : Бедмінстер Тауншип | Клімат : Бедмінстер Тауншип | Клімат : Бедмінстер Тауншип | Клімат : Бедмінстер Тауншип | Клімат : Бедмінстер Тауншип | Клімат : Бедмінстер Тауншип | Клімат : Бедмінстер Тауншип | Клімат : Бедмінстер Тауншип | Клімат : Бедмінстер Тауншип | Клімат : Бедмінстер Тауншип | Клімат : Бедмінстер Тауншип | Клімат : Бедмінстер Тауншип |
| Показник                    | Січ.                        | Лют.                        | Бер.                        | Квіт.                       | Трав.                       | Черв.                       | Лип.                        | Серп.                       | Вер.                        | Жовт.                       | Лист.                       | Груд.                       | Рік                         |
| Абсолютний максимум, °C     | 21,2                        | 25,6                        | 30,4                        | 34,1                        | 34,7                        | 34,9                        | 38,9                        | 37,2                        | 36,0                        | 31,6                        | 26,7                        | 23,5                        | 38,9                        |
| Середній максимум, °C       | 3,4                         | 5,4                         | 10,1                        | 16,8                        | 22,4                        | 27,1                        | 29,3                        | 28,4                        | 24,6                        | 18,2                        | 12,1                        | 5,8                         | 17,0                        |
| Середня температура, °C     | −1,4                        | 0,2                         | 4,4                         | 10,4                        | 15,9                        | 20,9                        | 23,3                        | 22,4                        | 18,4                        | 11,9                        | 6,6                         | 1,1                         | 11,2                        |
| Середній мінімум, °C        | −6,3                        | −5,1                        | −1,3                        | 4,1                         | 9,4                         | 14,7                        | 17,4                        | 16,6                        | 12,1                        | 5,7                         | 0,9                         | −3,7                        | 5,4                         |
| Абсолютний мінімум, °C      | −25,2                       | −20,9                       | −17                         | −8,7                        | 0,1                         | 4,3                         | 7,9                         | 4,8                         | 1,0                         | −5,1                        | −12,2                       | −19,4                       | −25,2                       |
| Норма опадів, мм            | 88                          | 72                          | 96                          | 104                         | 108                         | 110                         | 126                         | 102                         | 114                         | 111                         | 95                          | 104                         | 1229                        |
| Вологість повітря, %        | 67.9                        | 64.3                        | 59.7                        | 58.8                        | 63.1                        | 69.0                        | 69.0                        | 71.6                        | 72.7                        | 71.2                        | 69.9                        | 69.9                        | 67.3                        |
| --------------------------- | --------------------------- | --------------------------- | --------------------------- | --------------------------- | --------------------------- | --------------------------- | --------------------------- | --------------------------- | --------------------------- | --------------------------- | --------------------------- | --------------------------- | --------------------------- |
| Джерело: PRISM              |                             |                             |                             |                             |                             |                             |                             |                             |                             |                             |                             |                             |                             |

## Демографія
Згідно з переписом 2010 року, у селищі мешкали 6574 особи в 2403 домогосподарствах у складі 1850 родин. Було 2561 помешкання
Расовий склад населення:
| - 94,9 % — білих - 1,9 % — азіатів - 0,8 % — чорних або афроамериканців - 0,2 % — корінних американців |

До двох чи більше рас належало 1,7 %. Частка іспаномовних становила 2,5 % від усіх жителів.
За віковим діапазоном населення розподілялося таким чином: 25,1 % — особи молодші 18 років, 63,0 % — особи у віці 18—64 років, 11,9 % — особи у віці 65 років та старші. Медіана віку мешканця становила 40,1 року. На 100 осіб жіночої статі у селищі припадало 99,9 чоловіків;  на 100 жінок у віці від 18 років та старших — 97,6 чоловіків також старших 18 років.
Середній дохід на одне домашнє господарство  становив 103 265 доларів США (медіана — 83 056), а середній дохід на одну сім'ю — 115 956 доларів (медіана — 98 750). Медіана доходів становила 64 948 доларів для чоловіків та 47 237 доларів для жінок. За межею бідності перебувало 4,7 % осіб, у тому числі 6,6 % дітей у віці до 18 років та 3,3 % осіб у віці 65 років та старших.
Цивільне працевлаштоване населення становило 3660 осіб. Основні галузі зайнятості: освіта, охорона здоров'я та соціальна допомога — 16,3 %, виробництво — 14,9 %, науковці, спеціалісти, менеджери — 13,2 %, роздрібна торгівля — 12,5 %.